# 이노우에 노보루
이노우에 노보루(일본어: 井上 登, 1934년 5월 26일 ~ 2012년 5월 5일)는 일본의 전 프로 야구 선수이자 야구 지도자, 야구 해설가·평론가이다. 아이치현 호이 군 미야 정(현: 가마고리시) 출신이며 현역 시절 포지션은 내야수였다.

## 인물
오카자키 고등학교를 졸업하고 1953년 나고야 드래곤스에 입단했다. 구단명이 ‘주니치 드래곤스’로 변경한 1954년부터 주전 선수 활약하여 빠른 발·호쾌한 타격을 가진 2루수로서 같은 해 리그 우승과 일본 시리즈 우승에 큰 기여를 했다. 슈토 치기의 명수로 불릴 정도의 대표적 사례인 니시테쓰 라이온스와 맞붙은 일본 시리즈 7차전에서는 상대 투수 가와무라 히데후미가 던진 슈토를 노려 결승 적시타 3루타를 날렸다. 1955년부터 1958년까지 4년 연속 베스트 나인(2루수 부문)에 선출됐고, 올스타전에도 5차례 출전(1955년 ~ 1958년, 1960년)한 이력도 있다. 1962년에 한다 하루오, 데라다 요스케, 하세가와 시게오와의 1대 3 맞트레이드로 난카이 호크스로 이적, 난카이에서는 외야수로 전환하며 팀의 중심 타자로 활약했다. 1965년부터는 서서히 출전 기회가 줄어들었고 1967년에는 다시 주니치에 복귀했지만 그 해를 마지막으로 현역에서 은퇴했다.
이후 주니치에서 2군 타격 코치(1970년 ~ 1971년, 1978년), 1군 타격 코치(1972년 ~ 1976년, 1979년 ~ 1980년), 2군 감독(1978년) 등을 맡았고 코치로 있는 동안에 1974년 팀의 리그 우승에 기여했다. 주니치에서 퇴단한 후에는 CBC 해설자(1981년 ~ 1995년)를 지냈다.
2012년 5월 5일, 뇌졸중으로 나고야 시의 한 병원에서 사망했다(향년 77세).

## 상세 정보

### 출신 학교
- 아이치 현립 오카자키 고등학교

### 선수 경력
- 나고야 드래곤스·주니치 드래곤스(1953년 ~ 1961년)
- 난카이 호크스(1962년 ~ 1966년)
- 주니치 드래곤스(1967년)

### 지도자 경력
- 주니치 드래곤스 2군 타격 코치(1970년 ~ 1971년, 1978년)
- 주니치 드래곤스 1군 타격 코치(1972년 ~ 1976년, 1979년 ~ 1980년)
- 주니치 드래곤스 2군 감독(1978년)

### 수상·타이틀 경력
- 베스트 나인 : 5회(1955년 ~ 1958년, 1960년)

### 개인 기록
- 통산 1000경기 출장 : 1961년 10월 1일 ※역대 67번째
- 올스타전 출장 : 4회(1956년 ~ 1958년, 1960년)

### 등번호
- 51(1953년 ~ 1961년, 1967년)
- 41(1962년 ~ 1964년)
- 1(1965년 ~ 1966년)
- 64(1970년)
- 67(1971년 ~ 1977년, 1979년 ~ 1980년)
- 77(1978년)

### 연도별 타격 성적
| 연 도       | 소 속         | 경 기 | 타 석 | 타 수 | 득 점 | 안 타 | 2 루 타 | 3 루 타 | 홈 런 | 루 타 | 타 점 | 도 루 | 도 루 자 | 희 생 번 | 희 생 플 | 볼 넷 | 고 4 | 사 구 | 삼 진 | 병 살 타 | 타 율 | 출 루 율 | 장 타 율 | O P S |
| ----------- | ------------- | ----- | ----- | ----- | ----- | ----- | ------- | ------- | ----- | ----- | ----- | ----- | -------- | -------- | -------- | ----- | ---- | ----- | ----- | -------- | ----- | -------- | -------- | ----- |
| 1953년      | 나고야 주니치 | 9     | 20    | 20    | 2     | 3     | 0       | 0       | 0     | 3     | 2     | 0     | 0        | 0        | --       | 0     | --   | 0     | 2     | 1        | .150  | .150     | .150     | .300  |
| 1954년      | 나고야 주니치 | 129   | 493   | 444   | 49    | 120   | 12      | 3       | 0     | 138   | 34    | 22    | 6        | 18       | 1        | 29    | --   | 1     | 34    | 6        | .270  | .316     | .311     | .627  |
| 1955년      | 나고야 주니치 | 125   | 486   | 440   | 50    | 125   | 25      | 3       | 4     | 168   | 42    | 13    | 10       | 13       | 3        | 28    | 1    | 2     | 53    | 3        | .284  | .328     | .382     | .710  |
| 1956년      | 나고야 주니치 | 121   | 444   | 410   | 36    | 111   | 22      | 3       | 9     | 166   | 48    | 9     | 11       | 7        | 2        | 25    | 1    | 0     | 46    | 11       | .271  | .311     | .405     | .716  |
| 1957년      | 나고야 주니치 | 130   | 535   | 478   | 60    | 119   | 19      | 3       | 17    | 195   | 61    | 16    | 10       | 11       | 4        | 36    | 5    | 6     | 41    | 7        | .249  | .307     | .408     | .715  |
| 1958년      | 나고야 주니치 | 126   | 532   | 489   | 63    | 137   | 25      | 5       | 18    | 226   | 54    | 26    | 7        | 6        | 5        | 32    | 7    | 0     | 44    | 9        | .280  | .321     | .462     | .783  |
| 1959년      | 나고야 주니치 | 113   | 464   | 418   | 49    | 95    | 13      | 0       | 8     | 132   | 40    | 16    | 4        | 7        | 2        | 35    | 1    | 2     | 47    | 12       | .227  | .289     | .316     | .605  |
| 1960년      | 나고야 주니치 | 130   | 527   | 474   | 64    | 122   | 27      | 6       | 15    | 206   | 64    | 16    | 1        | 2        | 5        | 42    | 0    | 4     | 56    | 13       | .257  | .320     | .435     | .755  |
| 1961년      | 나고야 주니치 | 126   | 518   | 460   | 50    | 135   | 25      | 4       | 4     | 180   | 58    | 10    | 8        | 6        | 5        | 41    | 4    | 6     | 34    | 7        | .293  | .355     | .391     | .747  |
| 1962년      | 난카이        | 125   | 483   | 447   | 50    | 129   | 20      | 7       | 6     | 181   | 60    | 18    | 7        | 7        | 5        | 20    | 1    | 4     | 47    | 12       | .289  | .321     | .405     | .726  |
| 1963년      | 난카이        | 132   | 399   | 369   | 37    | 95    | 14      | 2       | 14    | 155   | 39    | 3     | 5        | 8        | 0        | 19    | 0    | 3     | 52    | 9        | .257  | .299     | .420     | .719  |
| 1964년      | 난카이        | 100   | 282   | 250   | 23    | 67    | 9       | 0       | 8     | 100   | 35    | 2     | 3        | 2        | 3        | 26    | 1    | 1     | 17    | 4        | .268  | .336     | .400     | .736  |
| 1965년      | 난카이        | 72    | 192   | 179   | 24    | 49    | 9       | 0       | 8     | 82    | 30    | 0     | 1        | 1        | 0        | 9     | 1    | 3     | 20    | 3        | .274  | .319     | .458     | .777  |
| 1966년      | 난카이        | 54    | 95    | 88    | 5     | 12    | 2       | 0       | 0     | 14    | 2     | 0     | 0        | 0        | 1        | 6     | 1    | 0     | 15    | 3        | .136  | .189     | .159     | .349  |
| 1967년      | 주니치        | 14    | 14    | 14    | 0     | 3     | 1       | 0       | 0     | 4     | 1     | 0     | 0        | 0        | 0        | 0     | 0    | 0     | 3     | 1        | .214  | .214     | .286     | .500  |
| 통산 : 15년 | 통산 : 15년   | 1506  | 5484  | 4980  | 562   | 1322  | 223     | 36      | 111   | 1950  | 570   | 151   | 73       | 88       | 36       | 348   | 23   | 32    | 511   | 101      | .265  | .315     | .392     | .707  |

- 굵은 글씨는 시즌 최고 성적.
- 나고야(나고야 드래곤스)는 1954년 주니치(주니치 드래곤스)로 구단명을 변경